# خفاشان دم‌آزاد
خفاشان دم‌آزاد یا آزاددُمان (Molossidae) خانواده‌ای از خفاش‌ها هستند که عموماً جثه‌ای بزرگ و بال‌هایی نسبتاً بلند و باریکی دارند.
خفاش‌های این خانواده در همه قاره‌ها به جز جنوبگان یافت می‌شوند.